# Красногородська волость
56°49′44″ пн. ш. 28°16′51″ сх. д. / 56.82889° пн. ш. 28.28083° сх. д.
Красногородська волость — адміністративно-територіальна одиниця 3-го рівня і муніципальне утворення зі статусом сільського поселення в Красногородському районі Псковської області Росії.
Адміністративний центр — селище міського типу (робоче селище) Красногородськ.

## Географія
Територія волості межує на півдні з Прикордонною волостю Красногородського району, на заході — з Питаловським районом, на сході — з Опочецьким районом Псковської області.